# Aiurveda

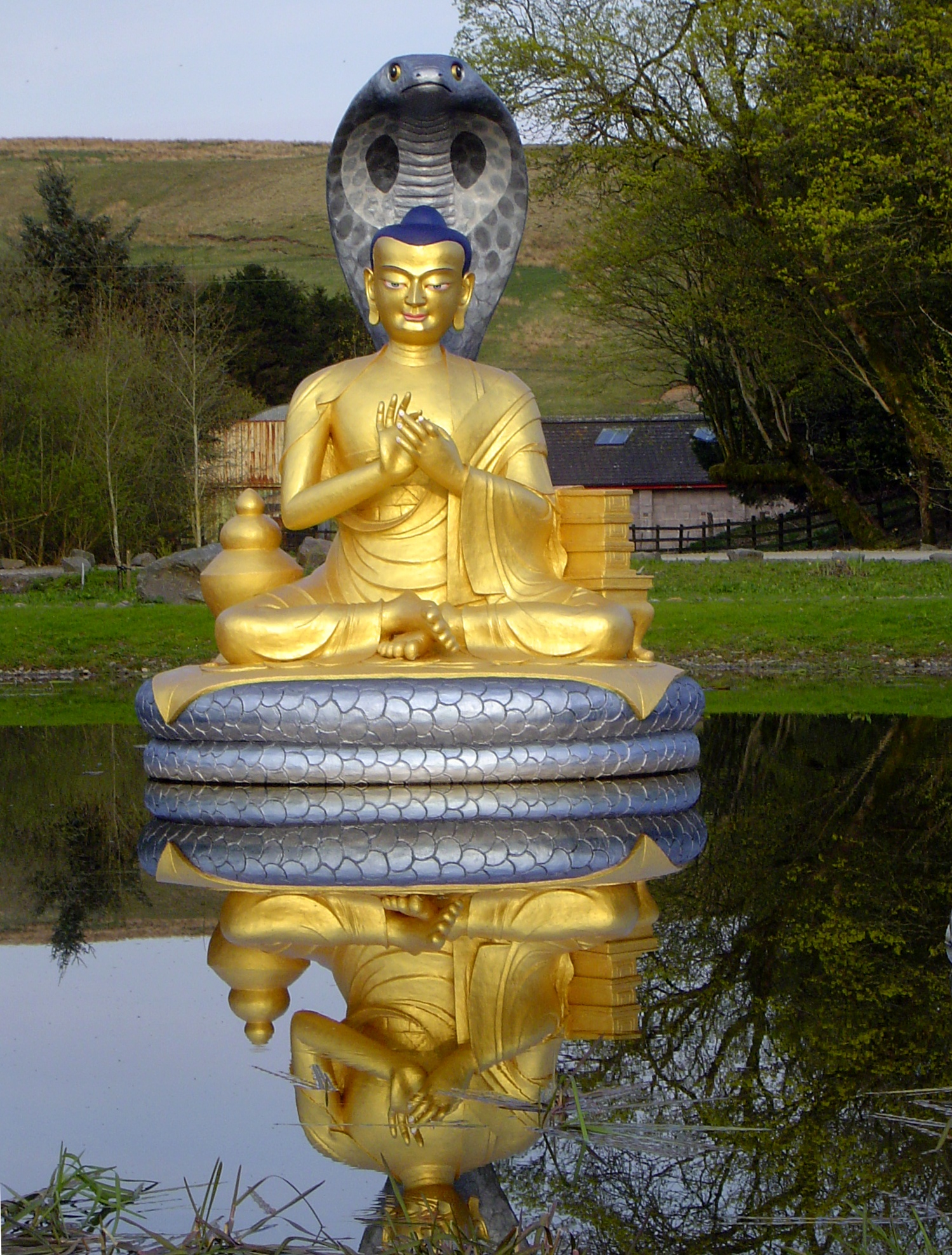
Nagarjuna, um seguidor de Buda, foi um famoso fitoterapeuta que descobriu diversas fórmulas para o tratamento de doenças

Aiurveda (ou ayurveda), é um sistema de medicina alternativa desenvolvido na Índia. A medicina aiurvédica é baseada em técnicas e conhecimentos pseudocientíficos.
Praticantes de Aiurveda, na Índia, não são reconhecidos por lei como médicos no sentido estrito do termo, e a Associação Médica Indiana (IMA) caracteriza a prática da medicina moderna por estes como charlatanismo.
Tratamentos aiurvédicos sofreram variações aos longo de seus mais de dois milênios de existência. Os tratamentos incluem medicamentos, dietas especiais, meditação, ioga, massagem, laxantes, enemas, e óleos medicinais. Medicamentos tipicamente são baseados em complexos vegetais e minerais. Textos aiurvédicos antigos também ensinavam técnicas cirúrgicas, incluindo rinoplastia, extração de cálculos renais, suturas, e a extração de objetos estranhos.
A Aiurveda considera que a doença inicia-se muito antes de chegar à fase em que ela finalmente pode ser percebida, e que pequenos desequilíbrios tendem a aumentar com o passar do tempo, e se não forem corrigidos, originando a enfermidade muito antes de podermos percebê-la.[carece de fontes?]

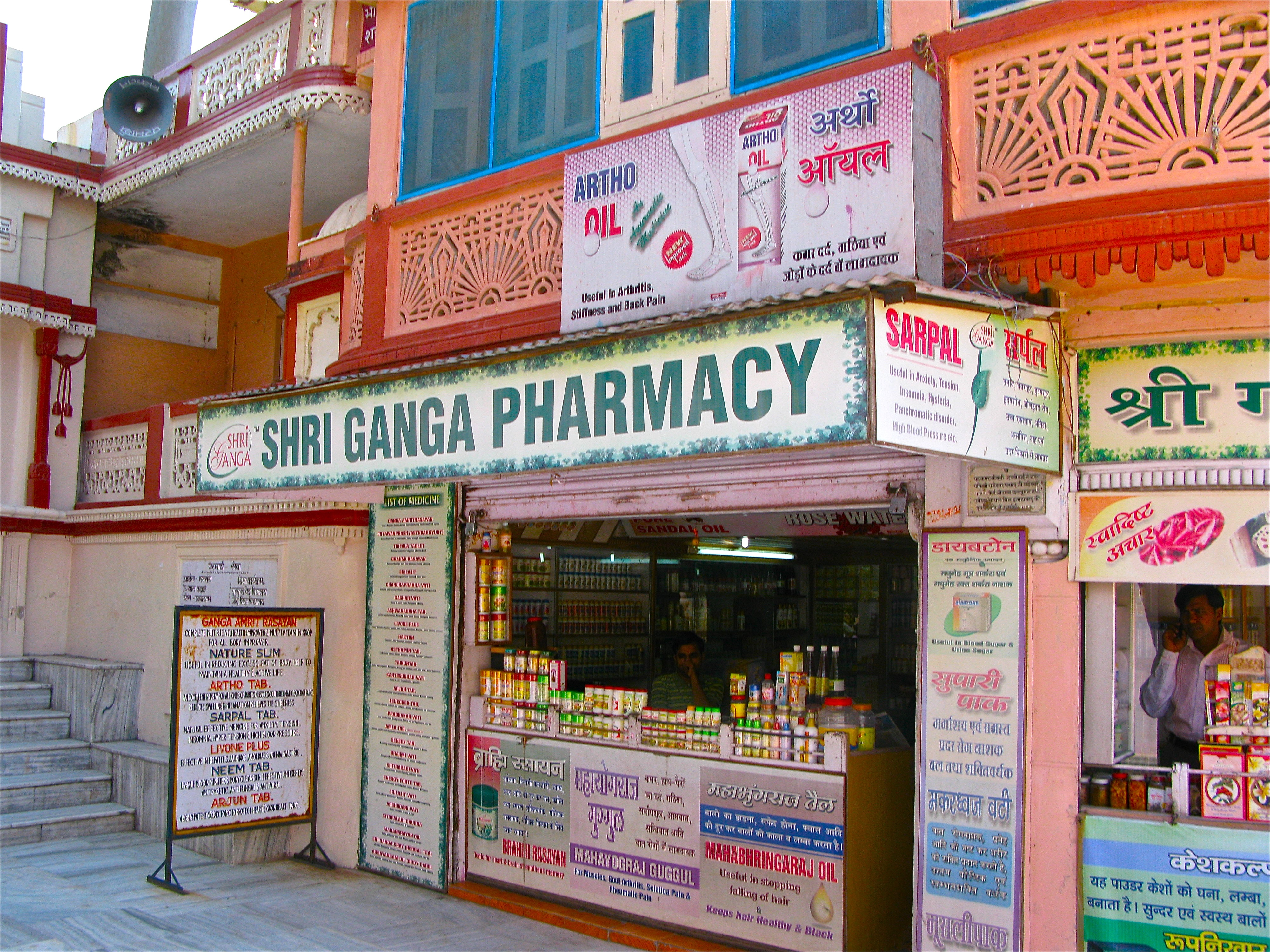
Típica farmácia aiurvédica em Rishikesh, região da nascente do rio Ganges

## Etimologia
A palavra aiurveda tem origem no sânscrito e é composta pelos elementos āyus, आयुस्, "vida" ou "longevidade", e veda, वेद, "conhecimento", traduzida como "conhecimento sobre a longevidade" ou "conhecimento sobre a vida e a longevidade".

## Os cinco elementos e os doshas
A Aiurveda baseia-se no sistema filosófico samkhya nos cinco elementos que formam toda a manifestação material do universo.
São eles éter, ar, fogo, água e terra. Este sistema considera que a matéria que existe no universo provém destes 5 elementos, inclusive o corpo humano (que além da matéria, também é formado por buddhi - discernimento, ahamkara - ego e manas - mente).  De acordo com o Aiurveda, quando algum dos 5 elementos está em desequilíbrio no corpo do indivíduo, inicia-se o processo da doença.
Segundo essa tradição, os seres humanos são influenciados pelos 5 elementos através dos dosha.  Os doshas são Vata, regido por ar e éter, Pitta, regido por fogo e água, e Kapha, regido por terra e água. E as doenças tem origem no surgimento de desequilíbrios dos dosha.
Para o indivíduo ter o corpo saudável é necessário manter seus tecidos saudáveis e isso é possível por meio da alimentação, que deve ser feita de acordo com o estado atual do paciente, ou seja, de acordo com seu dosha predominante e com os desequilíbrios que ele possa apresentar. Os tecidos que formam o corpo humano são formados a partir dos 5 elementos, que consumimos em forma de alimento. Para o Aiurveda, a saúde de uma pessoa é medida pela força de seu agni (fogo digestivo). Um "bom agni" é capaz de extrair dos alimentos ingeridos os nutrientes necessários para formar tecidos fortes; por outro lado, quando o agni está diminuído ou é irregular (menor capacidade digestiva) a nutrição dos tecidos fica mais pobre, comprometendo a saúde e a integridade estrutural do organismo. Costuma-se ouvir muito que "você é o que você come", mas podemos concluir, com o exposto, que a medicina indiana vai além: "você é o que você consegue digerir".

## A massagem aiurvédica
Além de se utilizar de alimentação adequada, fitoterapia, yoga e outras técnicas, a massagem é uma das principais técnicas utilizada pelos médicos e terapeutas aiurvédicos, por ser de baixo custo e fácil aplicação. Surgida na cultura dos Vedas (antiga etnia indiana), não é apenas uma das mais antigas e sim uma das mais completas técnicas naturais para restabelecer o equilíbrio físico e psíquico. Trata-se de uma massagem profundamente relaxante, atuando no campo físico e energético, tendo a função de purificação e manutenção da saúde corporal. Tem como objetivo restaurar o bem-estar físico, mental, energético e emocional.
A massagem aiurvédica age nos sistemas: linfático (desintoxicando o organismo), circulatório (aumentando a produção de glóbulos brancos e a nutrição e oxigenação celular) e energético (reequilibrando o chacra e atuando nos sete corpos - desfazendo bloqueios emocionais). Dessa forma contribuindo na cura das principais doenças.
É importante ressaltar que, para uma massagem ser aiurvédica, deve levar em consideração os doshas do paciente, seus desequilíbrios e suas características.  É uma prática individualizada, específica para cada tipo de pessoa. Não existe apenas uma técnica de massagem na Aiurveda, mas sim diversas delas, que são feitas com óleos essenciais medicados, de acordo com o dosha do indivíduo.
Proponentes alegam, apesar da ausência de evidências, que fortalece o sistema imunológico aumentando a quantidade de glóbulos brancos, e desintoxica o organismo.
É indicada como um dos tratamentos para quase todas as doenças, principalmente: dependência química, alergias, estresse, estafa, fadiga, depressão, fibromialgia, bloqueios emocionais, problemas musculares e de coluna, lembrando que na Aiurveda não se trata a enfermidade, mas sim o indivíduo. Deve ser ministrada com cuidado em gestantes.
Reconhecida pela OMS a massagem aiurvédica é utilizada por quase toda população da Índia e está sendo amplamente divulgada no mundo.
Benefícios proporcionados pelo tratamento com a massagem aiurvédica:
Rejuvenescimento (melhora na pele), realinhamento das estruturas óssea e muscular, aumento da autoconsciência, fortalecimento do sistema imunológico, aceleração da circulação linfática e consequente desintoxicação do organismo; eliminação de bloqueios, prevenção de doenças, aumento de flexibilidade, reequilíbrio dos chakras, atuação nos sete corpos sutis, maior mobilidade das articulações e possibilita uma vida mais harmoniosa e feliz.

## Por país

### Brasil
No Brasil a aiurveda não é reconhecida como especialidade médica, mas é utilizada por profissionais diversos, como terapeutas holísticos, naturopatas e foi incluída nas Práticas Integrativas e Complementares do SUS, que incluem diferentes modalidades de terapias alternativas.

### Índia
A Associação Médica Indiana (IMA) caracteriza a prática da medicina moderna por médicos aiurvédicos como charlatanismo.
O governo indiano reconhece atualmente 6 racionalidades médicas distintas: a Medicina Ocidental ou Alopatia; Homeopatia; a Aiurveda; a Medicina Unani; a Medicina dos Siddhas (antiga medicina e alquimia indiana, praticada no sul do subcontinente, fundamentada na tradição dos siddhas, iogues que buscam a imortalidade) e a Naturopatia (medicina natural). Ainda segundo este autor que destaca também a yogaterapia como uma profissão recente na história indiana, a graduação em Aiurveda ou BAMS (Bacharel of Ayurvedic Medicine and Surgery) dura cinco anos e meio, segue-se a pós-graduação M.D. em Aiurveda ou especialização de 3 anos e o doutorado com 2 anos de duração.